# Царенсдорф
Царенсдорф (нем. Zahrensdorf) — община в Германии, в земле Мекленбург-Передняя Померания.
Входит в состав района Пархим. Подчиняется управлению Штернбергер Зеенландшафт.  Население составляет 319 человек (на 31 декабря 2010 года). Занимает площадь 14,03 км².